# Selysina perforans
Selysina perforans is een soort in de taxonomische indeling van de Myzozoa, een stam van microscopische parasitaire dieren. Het organisme komt uit het geslacht Selysina en behoort tot de familie Aggregatidae. Selysina perforans werd in 1917 ontdekt door Duboscq.